# Saint-Vougay
Saint-Vougay is een gemeente in het Franse departement Finistère (regio Bretagne) en telt 890 inwoners (2005). De plaats maakt deel uit van het arrondissement Morlaix.

## Geografie
De oppervlakte van Saint-Vougay bedraagt 15,1 km², de bevolkingsdichtheid is 58,9 inwoners per km².
De onderstaande kaart toont de ligging van Saint-Vougay met de belangrijkste infrastructuur en aangrenzende gemeenten.

## Demografie
Onderstaande figuur toont het verloop van het inwonertal (bron: INSEE-tellingen).
1. ↑  Populations de référence 2022.